# Samuel Kaloros
Samuel Kaloros (16 settembre 1989) è un calciatore vanuatuano, difensore degli Erakor Golden Star.

## Carriera

### Club
Ha sempre giocato nel campionato vanuatuano

### Nazionale
Ha esordito in Nazionale nel 2016, partecipando alla Coppa d'Oceania dello stesso anno.